# Ricky Sprocket
Ricky Sprocket (Originaltitel: Ricky Sprocket, Showbiz Boy) ist eine kanadisch-britische Zeichentrickserie, die zwischen 2007 und 2009 produziert wurde.

## Handlung
Ricky Sprocket ist der Kinder-Filmstar auf der Welt. Sein Agent setzt alles daran seine Karriere voranzutreiben und vergisst dabei leider, dass er noch ein Kind ist. Zusätzlich zu den Aufgaben im Showbusiness muss er sich auch noch schulischen und alltäglichen Aufgaben stellen.

## Produktion und Veröffentlichung
Die Serie wurde zwischen 2008 und 2009 von Bejuba Entertainment, SnowdenFine Animation, Studio B Productions und Nickelodeon produziert. Dabei sind 2 Staffeln mit 25 Folgen entstanden. Erstmals wurde die Serie am 31. August 2007 auf Teletoon ausgestrahlt. Die deutsche Erstausstrahlung fand am 4. Februar 2008 auf Nick Premium statt. Weitere Ausstrahlungen im deutschsprachigen Fernsehen erfolgten ebenfalls auf Nicktoons Deutschland.

## Episodenliste

### Staffel 1
| Folge (gesamt) | Folge (Staffel) | Part | deutscher Titel             | englischer Titel      |
| 1              | 01              | a    | Küssen igitt!               | The Screen Kiss       |
| 1              | 01              | b    | Urlaub auf Winki-Winki      | The Boy King          |
| 2              | 02              | a    | Froschflocken für alle!     | Great Bowls Of Ricky  |
| 2              | 02              | b    | Wer rülpst, gewinnt         | Burptacular           |
| 3              | 03              | a    | Rickyland und Kittenworld   | We Are Not Amused     |
| 3              | 03              | b    | Wurst gehabt                | Being Leonard         |
| 4              | 04              | a    | Pipi-Platsch                | Oh Hap-Pee Day        |
| 4              | 04              | b    | Wer bietet mehr?            | Ricky For Sale        |
| 5              | 05              | a    | Das Blechohr                | The Perfect Pitch     |
| 5              | 05              | b    | Wie ein Fisch im Wasser     | In The Drink          |
| 6              | 06              | a    | Eine Freundin für Ethel     | Ethel’s New Friend    |
| 6              | 06              | b    | Vicky Sprocket              | Vicky Sprocket        |
| 7              | 07              | a    | Das Double                  | Double-Crossed        |
| 7              | 07              | b    | Affentheater                | Monkey See, Monkey Do |
| 8              | 08              | a    | Ethel allein unterwegs      | Runaway Ethel         |
| 8              | 08              | b    | Das eisgekühlte Kaninchen   | Freezer Burn          |
| 9              | 09              | a    | Roy gegen Roy               | Roy Vs. Roy           |
| 9              | 09              | b    | Geburtstags-Stress          | Dueling Birthdays     |
| 10             | 10              | a    | Und nichts als die Wahrheit | Lie Detector          |
| 10             | 10              | b    | Lenny rockt!                | Leonard’s Groove      |
| 11             | 11              | a    | Staubsauger XXL             | The Big Sleepover     |
| 11             | 11              | b    | Der Baumkönig               | I Want To Direct      |
| 12             | 12              | a    | Der einzig wahre Sprocket   | The Real Sprocket     |
| 12             | 12              | b    | Keine Gutenacht-Geschichte  | A Book At Bedtime     |

### Staffel 2
| Folge (gesamt) | Folge (Staffel) | Part | deutscher Titel                    | englischer Titel               |
| 13             | 01              | a    | Der Bodyguard                      | A Boy And His Bodyguard        |
| 13             | 01              | b    | Ricky … Wer?                       | Ricky Who?                     |
| 14             | 02              | a    | Die Sprockets im Weltall – Teil 1  | Space Family Sprocket – Part 1 |
| 14             | 02              | b    | Die Sprockets im Weltall – Teil 2  | Space Family Sprocket – Part 2 |
| 15             | 03              | a    | Im Dschungel-Camp                  | The Survivors                  |
| 15             | 03              | b    | Die Geschichtsshow                 | Ricky Is History               |
| 16             | 04              | a    | Die Qual der Wahl                  | The Highest Bidder             |
| 16             | 04              | b    | Eine wahre Geschichte              | Write For The Part             |
| 17             | 05              | a    | Werwolf in Not                     | Where Wolf?                    |
| 17             | 05              | b    | Ricky Spuki                        | Ricky Spook-It                 |
| 18             | 06              | a    | Ethelmania                         | Ethelebrity                    |
| 18             | 06              | b    | Mein Leben als Hund                | Ricky Rolls Over               |
| 19             | 07              | a    | Der Fanclub                        | Fan Club                       |
| 19             | 07              | b    | Der Zahnkomplex                    | Face Lift                      |
| 20             | 08              | a    | Ferien vom Film                    | Ricky Inc.                     |
| 20             | 08              | b    | Familienduell                      | Relative Discomfort            |
| 21             | 09              | a    | Hausarrest                         | Grounded                       |
| 21             | 09              | b    | Prinz Benny und das Buschgeflüster | Bush League                    |
| 22             | 10              | a    | Die perfekte Familie               | The Perfect Family             |
| 22             | 10              | b    | Moby Rick                          | Moby Rick                      |
| 23             | 11              | a    | Nicht schön, aber Dad              | Who’s Your Daddy?              |
| 23             | 11              | b    | Hör auf den Bauch!                 | Test Audience                  |
| 24             | 12              | a    | Rettet den Zirkus                  | Ricky the Ringleader           |
| 24             | 12              | b    | Game Over                          | Mind Games                     |
| 25             | 13              | a    | Voll verknallt                     | Head Over Heels                |
| 25             | 13              | b    | Ricky süss-sauer                   | When Life Gives You Lemonade   |